# Vitolphilie

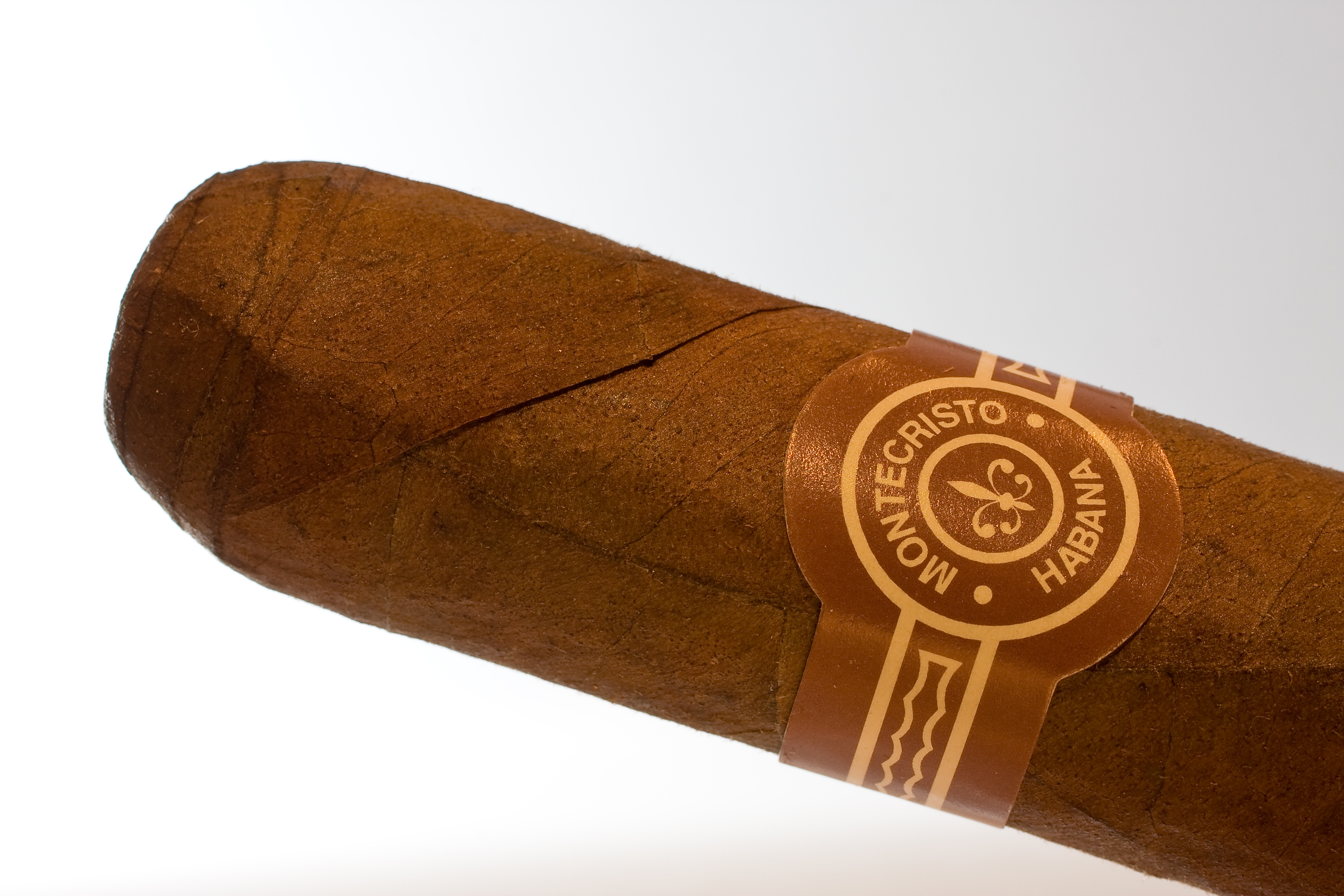
Bague d'un cigare Montecristo.

La vitolphilie est la collection des bagues de cigare. 

## Histoire
À la fin du XIXe siècle, le cigare est considéré comme un objet de luxe et tout est mis en œuvre pour le représenter comme tel. Apparaissent alors les bagues de cigares et les étiquettes de coffrets. Jusqu'en 1940, de magnifiques bagues de cigares sont confectionnées par lithographie et souvent dorées à l'or fin. Certains amateurs se mettent à les collectionner. Cette passion prend le nom de « vitolphilie », de l'espagnol « vitola » (bague de cigare) et du grec « phili » (celui qui aime). Le choix de l'espagnol s'explique par le fait que les principaux pays producteurs de cigares sont hispanophones.
L'Association Vitolphilique Française (AVF) est créée en 1954. Elle étend son activité à la philuménie (collection des boîtes d'allumettes) quelques années plus tard et prend le nom d'Association Vitolphilique et Philuménique Française (AVPF). Elle compte aujourd'hui près de 500 collectionneurs.